# 아테네 헌장

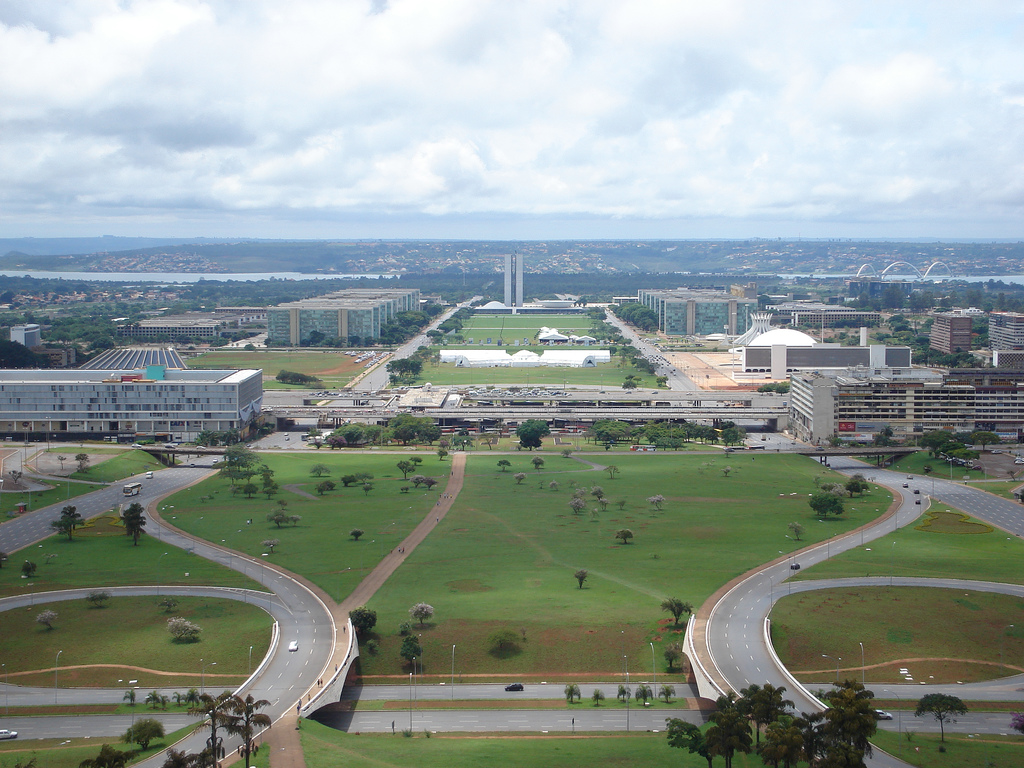
아테네 헌장의 영향을 받은 브라질리아의 모습.

아테네 헌장(Athens Charter, 프랑스어: Charte d'Athènes)은 국제현대건축가 회의(國制現代建築家會議：CIAM)가 아테네에서 개최된 1933년의 제4회 집회에서 발표된 도시계획의 원전(原典)이다. 지금도 도시계획을 고찰하는 경우 커다란 지주가 되고 있다.아테네 헌장은 95조로 구성되어 있으며, 도시를 4개의 기능으로 나누어 취급하고 있다. 즉 주거·직장·교통·역사의 유산이라 하고 있다. 결론이라고도 할 수 있는 주요한 점을 들어보면 다음과 같다.
1. 도시는 개인자유의 정신적·물질적 양면에서의 집단활동의 이익을 보증해야 할 것(75조).
2. 도시계획에 있어서의 4가지의 요점은 도시의 4가지의 기능, 즉 주거·직장·레크리에이션·교통이다(77조).
3. 도시계획은 이 4가지의 주요한 기능으로써 도시내의 상호관계적인 위치와 내적 구조를 결정하는 것이다(78조).
4. 도시계획은 일상의 주거와 직장, 레크리에이션이 가장 경제적인 시간으로 활동을 행할 수 있도록 보증할 것(79조).
5. 도시계획은 2차원이 아닌 3차원에 근거를 둔 과학이므로 높이의 요소를 도입하여 교통로나 레크리에이션의 목적을 달성하기 위하여 공간을 자유롭게 하는 가능성을 주어야 할 것(82조).
6. 도시는 그 영향권(影響圈) 내에서 검토되어야 한다. 전체의 경제 단위(單位)를 위한 계획(예컨대 都市圈)이 단지 하나의 도시 마스터 플랜에 의해 대체되지 않으면 안 된다(82조).
7. 도시계획에 종사하는 건축가는 모두 인간의 스케일에 따라 결정되는 것이다(85조).
8. 가까운 단위를 기초로 해서 도시적 복합성, 즉 주택·직장·레크리에이션 장소의 관계에 근거하여 설계되어야 한다(89조).
9. 도시계획에 있어서의 모든 개인적인 이해관계는 커뮤니티의 이해관계에 종속되어야 한다(95조).

이상에는, 금후의 도시계획에 있어서도 참고가 될 점들이 많다. 특히 마지막 조항에서 보면, 도시계획에 있어서는 공공성(公共性)이 우선되어야 한다고 강조되어 있다.